# Federación Obrera Montañesa
La Federación Obrera Montañesa (FOM) fue un sindicato obrero español que actuó en la provincia de Santander entre 1921 y 1937. De orientación socialista y vinculada a la UGT, durante la Dictadura y la II República Española se consolidó como el principal sindicato de la provincia, superando en importancia a su propio partido hermano, el PSOE.
Caracterizado por la moderación y su disposición negociadora, su acción reivindicativa logró una serie de mejoras laborales para la incipiente clase trabajadora que creció en Cantabria durante el primer tercio del siglo XX (avances sociales que fueron erradicados por el régimen franquista tras la ocupación de la provincia).
Su apoyo a la conjunción republicano-socialista impulsó en Cantabria las candidaturas antimonárquicas en abril de 1931. Además la veloz y acertada actuación de la FOM fue uno de los factores que explican la frustración del golpe de Estado de julio de 1936 en Cantabria.
La conquista de la región durante el verano de 1937 supuso el inicio de una feroz represión política y económica que ilegalizó la Federación, persiguió a sus mandos, cuadros y militantes y expolió el patrimonio del sindicato, buscando no sólo su desaparición y la reversión de sus logros, sino también la adulteración de su memoria en el conjunto de la sociedad cántabra.

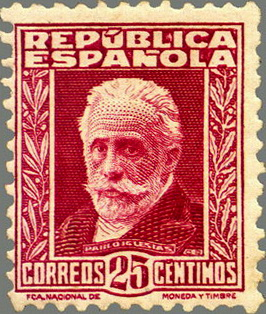
Pablo Iglesias, fundador del PSOE y la UGT.

## Industrialización y movimiento obrero
La implantación y desarrollo de una economía industrial en Cantabria impulsó la extensión del trabajador asalariado, la conformación de una incipiente clase obrera y su paulatina organización en asociaciones de defensa de sus intereses. Un proceso que hunde sus raíces en el último cuarto del siglo XIX, al calor de la eclosión extractiva minera, datando de los años 80 las primeras entidades de resistencia obrera: sociedades de socorros mutuos y cooperativas de producción y consumo, paulatinamente sustituidas por asociaciones de resistencia. En éstas, operarios del mismo oficio en una población aportaban cuotas a un fondo común (para hacer frente a los períodos de huelga) con objeto de lograr acuerdos colectivos. Un localismo que constituiría su principal debilidad, paulatinamente superada con la vinculación de las sociedades a una organización de ámbito nacional: la UGT, implantada en la región en 1888.

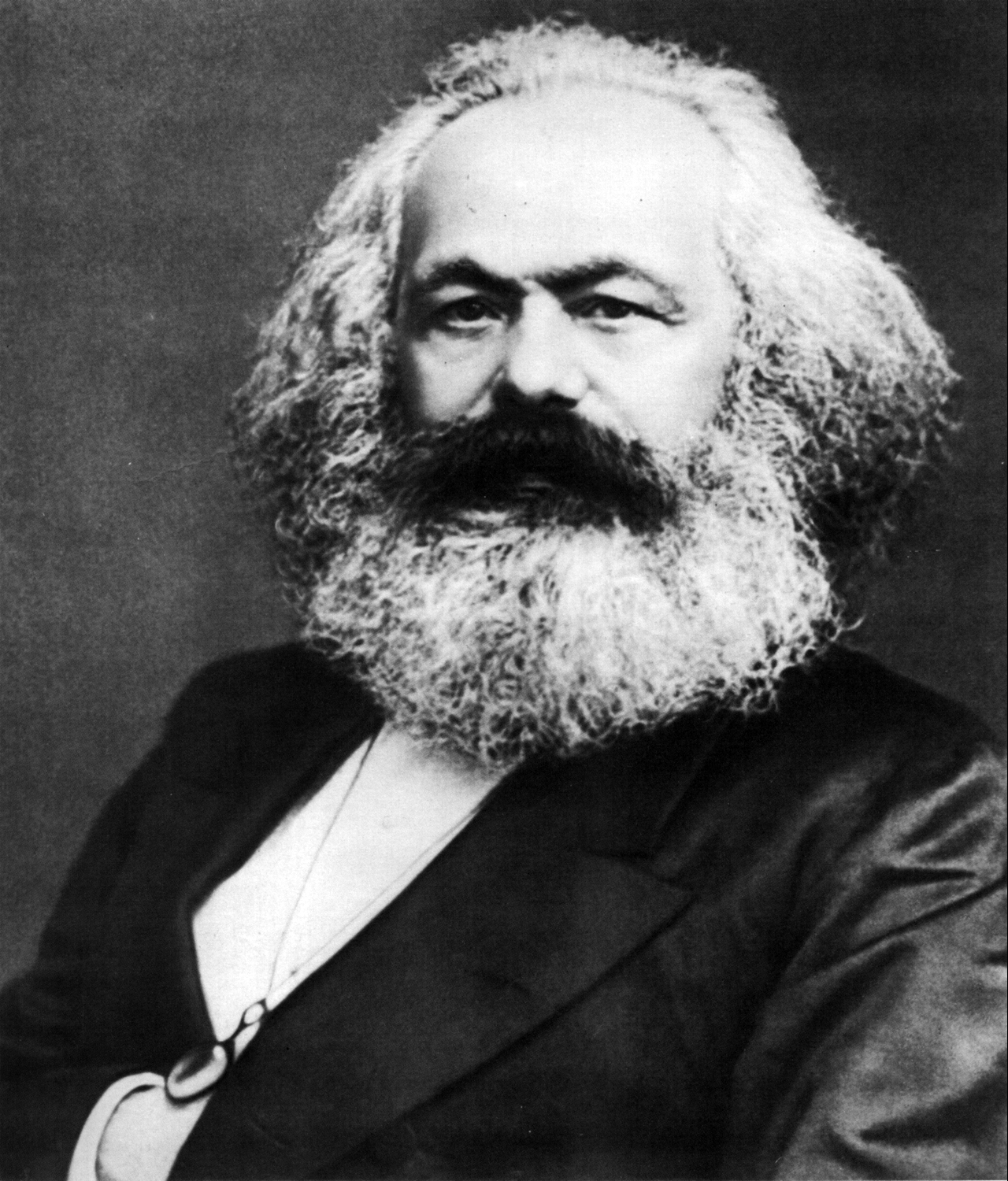
Ideológicamente la FOM bebía del marxismo según interpretación de Pablo Iglesias, fundador del PSOE y la UGT.

	Será a partir de la Fiesta del Trabajo de 1890 cuando se experimente una efervescencia societaria en Santander (10 sociedades se vincularon a la Unión aquel año). Tres años después se acondicionaban las instalaciones del Centro Obrero de la capital (en la Calle de las Ánimas). Sin embargo la crisis de final de siglo impuso una resaca expresada en la disolución de muchas entidades, provocando una regresión que no se comenzará a remontar hasta la conmoción provocada por la guerra de 1898, que propició una campaña de cuestionamiento del sistema socioeconómico y la fundación del periódico La Voz del Pueblo. A partir de ahí, y según se desarrolle la moderna industria regional, irá consolidándose el movimiento obrero montañés, poniendo en marcha una dinámica sobre el binomio conflictividad social/mejoras laborales.
En 1901 nacía en Santander la Federación Local de Sociedades Obreras, vinculada a la UGT y con pretensión de aglutinar a todas las sociedades de oficio de la capital, lo que implicará una mayor capacidad negociadora de las sociedades cántabras (logrando reducciones de jornadas, incrementos retributivos, condiciones más humanas…), al tiempo que se propagaba el asociacionismo por la provincia (Torrelavega, Castro Urdiales, Astillero, Cabárceno, Mioño, Santoña, Heras, Obregón, Pámanes). En ese camino la estructura societaria habrá de atravesar, no obstante, dos grandes baches: uno en la coyuntura crítica de 1903-1905, combinación de recesión económica, competencia anarquista y fracaso de dos grandes huelgas que supondrá la revocación de algunas de las mejoras laborales previamente conseguidas (crisis superada gracias al acicate de la Semana Trágica de 1909, a partir de la cual se constituirían nuevas colectividades de defensa en diversas localidades); el otro fue en 1914, cuando el inicio de la Gran Guerra cierre la anterior fase expansiva.
Sin embargo la degradación de las condiciones laborales (paradójicamente simultánea al fuerte acicate industrial que supuso el conflicto europeo) habría de reimpulsar la conflictividad social (destacó por su dureza la prolongada huelga desarrollada en Trefilerías Quijano), una durísima represión y la formación de nuevas sociedades (en 1916 se constituía en la región el primer sindicato industrial de obreros del metal: el Sindicato Obrero Metalúrgico Montañés), lográndose, en el convulso período de posguerra, aumentos retributivos y el reconocimiento de derechos del proletariado. Una fase oscurecida, empero, por el enfrentamiento entre ugetistas y anarquistas, que derivó en pérdida de afiliación y, finalmente, en la escisión en 1921 del movimiento entre la Federación Local (anarquista) y la ugetista Federación Obrera Montañesa. Ésta instaló su sede al año siguiente en un edificio de la calle Magallanes, instituida en Casa del Pueblo.

## Consolidación y expansión
La consolidación del movimiento obrero cántabro se produjo en los años 20, momento en el que, igualmente, maduraba el tejido industrial regional: 39 sociedades se hallaban vinculadas a la FOM en 1928, 6 de las cuales pertenecían al Sindicato Obrero Metalúrgico Montañés. De acuerdo con la estrategia de la UGT a escala nacional, la FOM participó en la organización corporativa del Estado a través de las vocalías obraras de los Comités Paritarios, solicitando la instauración de tribunales industriales y enviando representación al Instituto Nacional de Previsión. No obstante, finalizando el decenio, momento en el que colapsaba la Dictadura, la Federación se alineaba con las fuerzas democráticas, secundando la huelga general de diciembre de 1930 (tras la insurrección de Jaca (Huesca)) y apoyando a la conjunción republicano-socialista en las elecciones de 1931.
Desde la fundación de la FOM destacó como líder y como referente ético y político del socialismo montañés Bruno Alonso González. Obrero metalúrgico desde los 13 años y afiliado en su adolescencia a la Sociedad de Metalúrgicos de Santander, de la que fue elegido presidente en 1904, destacó por su actividad sindical, lo que le hizo sufrir sucesivas represiones y encarcelamientos. Elegido presidente del Sindicato Metalúrgico Montañés en 1917, fue así mismo presidente de la FOM desde su fundación, alternando este cargo (1922-1923 y 1927-1930) con el de secretario general (1930-1933), hasta su elección como diputado a Cortes en 1933.
Durante los años 30 la Federación llegará a contar con 91 secciones distribuidas por 26 localidades, que habrán de hacer frente a una época especialmente convulsa y con creciente actividad reivindicativa. En 1932 la FOM hubo de enfrentarse a una tajante negativa patronal respecto al modelo de conciliación colectiva (Jurados Mixtos), al mismo tiempo que su fuerza se veía minada por nuevas pugnas entre socialistas, anarquistas y comunistas, y por problemas internos, que impulsaron una mayor burocratización del sindicato y la concentración de decisiones en la Comisión Ejecutiva.
Fue una época de lucha en la que, sin embargo, la Federación cántabra habría de caracterizarse por su moderación y por el mantenimiento de las reivindicaciones dentro de los cauces legales, incluso tras octubre de 1934 (pese a la quiebra de su tendencia expansiva) y, más aún, tras julio de 1936. Aunque el estado de guerra implicó una alteración de su funcionamiento ordinario (con muchos afiliados en el frente y la asunción de tareas en la retaguardia), el sindicalismo socialista cántabro concibió siempre su acción defensiva del proletariado dentro del respeto a la legalidad y el orden, como demuestra su participación en los nuevos órganos de gobierno de la provincia.

La Segunda República fue un período de expansión y fortalecimiento para el sindicalismo montañés, pero también de tensiones y querellas internas, en un contexto de fuerte crisis económica.

En agosto de 1937, con la conquista de Cantabria por las tropas franquistas, tocaba a su fin una prolongada experiencia histórica. Aquella que había arrancado en la anterior centuria y que había basculado alrededor de la defensa de los derechos de los trabajadores en el entorno de un capitalismo industrial en expansión. Un esfuerzo vinculado al proyecto nacional de la UGT y caracterizado –mayormente- por la moderación, la negociación y el pacifismo. La experiencia no pudo ser más novedosa, ya que, por primera vez en la historia de Cantabria, amplios grupos de las capas sociales más humildes lograron un importante grado de respeto y reconocimiento como fuerza emergente.

## Represión y memoria
La conquista franquista de Cantabria inició un cruento y prolongado proceso de represión, reflejo multiplicado del ejercido durante el período de dominación republicana, que incluyó ejecuciones, prisión, exilio y marginación social para integrantes y simpatizantes de las fuerzas de izquierda, y para todos aquellos considerados enemigos por el nuevo régimen. Se calcula que provocó unos 2.500 muertos, 1.300 de ellos ejecutados por consejos de guerra y el resto por incontrolados. Las represalias físicas fueron completadas con otros dos aspectos: represión económica y destrucción de la memoria.
Una represión que fue más allá del período inmediato a la ocupación de la provincia, extendiéndose la persecución a los “desafectos” hasta el fin de la dictadura en los años setenta, en lo que se ha denominado violencia institucionalizada, arropada por la legislación de régimen pero no por ello menos cruel y despiadada.
Una violencia sistemática que se ajustaba al proyecto originario de los responsables del golpe de 1936:

“Sembrar el terror… eliminando sin escrúpulos ni vacilación a todos los que no piensen como nosotros. (…) Echar al carajo toda esa monserga de derechos del hombre, humanitarismo y filantropía.”
 Emilio Mola, 19 de julio de 1936.

Ilegalizada y desarticulada la FOM, lo que quedó del movimiento obrero montañés se vio escindido en dos núcleos, el clandestino del interior y el del exilio, principalmente en Francia y México. Así, entre 1937 y 1975 el sindicalismo ugetista cántabro centrará sus objetivos en la mera supervivencia y en la reconstrucción de su organización en condiciones sumamente adversas –especialmente durante los años de posguerra- desde dos ámbitos diferentes: la clandestinidad y el exilio.

### Clandestinidad
Colapsada la República la mayoría de militantes y simpatizantes no exiliados fueron internados en campos, cárceles y batallones de presos, donde paulatinamente se trenzaron las primeras redes de solidaridad articuladas mediante afinidades de paisanaje e ideológicas, buscando suministrar alimentos y noticias, apoyo a los presos liberados, ayuda a las familias, facilitar formación y educación. Asimismo se organizó a las familias para trazar una cadena de recadistas que conectara a presos y familiares a lo largo de la geografía nacional.
Fuera de las prisiones los esfuerzos se encaminaron a reorganizar a los militantes que permanecían libres, logrando listados de represaliados, recaudando fondos, recuperando lazos. Se calcula que participaron en estas redes unos 200 militantes; si tenemos en cuenta que en 1936 el número de afiliados era de 16.502, nos da una muestra de los efectos logrados por la brutal represión. Si un 12% se hallaba en el exilio, un 7% fueron fusilados y un 10 o 12% estaba en prisión, y descontando a muertos en la cárcel y desaparecidos, un 70% de la militancia socialista se vio paralizado por el temor, constatación del éxito de la política de socialización del miedo de la dictadura.
Destacan en este negro período activistas como Antonio Más Blanco, Aniceto Reventún Cubría, Ángel Haya Madrazo, Andrés Andraca Asensio o Luis Illera Barbachano.
El sector activo hubo de improvisar nuevas formas de relación en una situación de clandestinidad sin precedentes, no convocándose el primer Comité oficial hasta septiembre de 1944. Objetivo primordial fue asentar una vía de comunicación y relación entre la organización interior y el exilio. A partir de los años cuarenta se consolida la estructura organizativa clandestina montañesa, que se prolongará hasta la restauración de la democracia en los años setenta; una estructura –amenazada constantemente por la acción represiva del régimen, como en la gran redada de 1947- sustentada en la red de grupos locales, articulada desde un Comité Provincial y que en poco se asemejaba a la organización anterior a 1937. Respecto a sus integrantes, se nutre de veteranos hasta mediados de los cincuenta, cuando se abre a una nueva generación.
En tales circunstancias fue imposible una labor de defensa de los derechos de los trabajadores tal y como se habría realizado en una situación de legalidad.

### Exilio

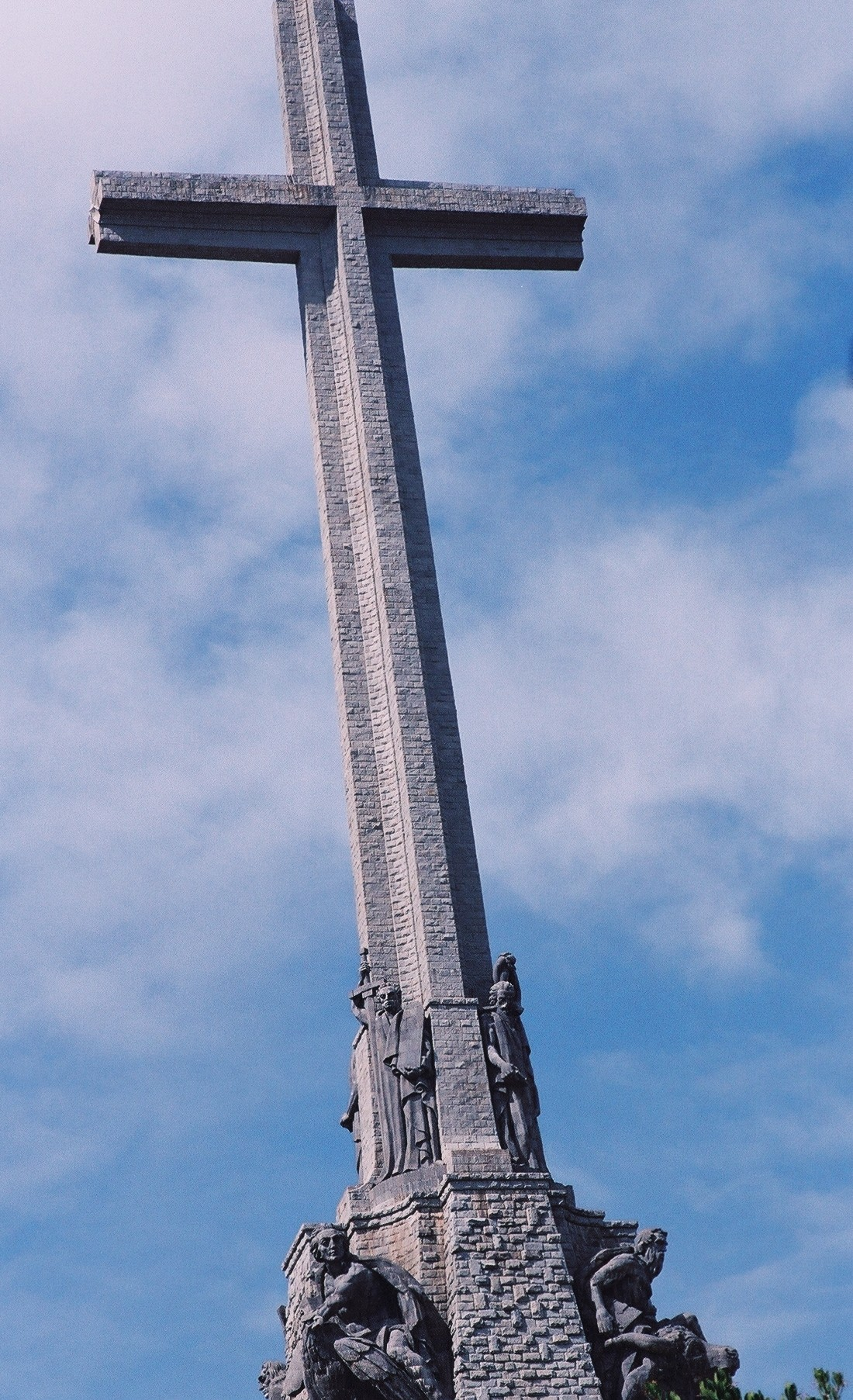
Valle de los Caídos. La Victoria trajo consigo la "paz de los cementerios". Para el movimiento obrero y la acción sindical fue el período más negro de la historia de España.

Encerrados inicialmente en tres campos de refugiados en Toulouse y uno en Montauban –en condiciones infrahumanas-, los exiliados montañeses mostraron de inmediato una gran actividad en la labor de reconstrucción organizativa. Nombres como los de Miguel Calzadas San Miguel, José Landeras, Joaquín Jiménez, Manuel Castillo, José Martín del Castillo, Santiago Cuevas Santamaría, Dámaso Solana, José Capel, Teodoro Martínez Zaragoza, Pablo Careaga, Ángel Carreras o Francisco do Campo.
La solidaridad con el sufrimiento de los represaliados del interior fue un sentimiento catalizador y guía de acción política en el exterior. La actividad se centra en denuncias en foros internacionales, oficialización de la existencia de una UGT clandestina, sostenimiento económico, información, expansión y facilitación de redes de relación.
Se establecen de ejes de conexión: una directa Santander-Toulouse y otra dentro de la red general de la UGT Santander-Vizcaya y/o Madrid-Toulouse. Los peligrosos pasos a través de la frontera se lograron gracias a contactos en Bayona: José Gómez Escobedo (1937-1947), Fermín Zarza (1947-1950), Agustín Mendia (1950-1952) y Juan Iglesias Garrigós (1952-1971).
La escisión del movimiento obrero montañés entre el interior y el exterior, entre la clandestinidad y el exilio no logró superarse hasta la recuperación de la democracia a partir de 1975.

### Represión económica
Se desarrolló en dos momentos: primero la rapiña indiscriminada de las tropas ocupantes (con el consentimiento de los mandos) contra las propiedades de organizaciones y población civil; luego el expolio controlado de los bienes de aquellas y de sus militantes realizado por las nuevas autoridades, amparado por la legislación aprobada ex profeso.
Para ello la Junta de Defensa Nacional emitió un decreto (n.º 108, 13/9/1936), ampliado con normas subsiguientes, que establecía que las propiedades de las personas y organizaciones que hubiesen colaborado con la defensa de la República pasaban a manos del nuevo gobierno, exigiéndoseles responsabilidad civil (sin perjuicio de la penal). El expolio se organizó burocráticamente a través de la Comisión Central Administradora de Bienes Incautados y de las Comisiones de Incautación de Bienes Provinciales. La de Santander fue constituida en septiembre de 1937, bajo presidencia de Agustín Zancajo Osorio, gobernador de la provincia, siendo auxiliada en su labor por las gestoras de los ayuntamientos.
Se inició así el expolio de los líderes provinciales de la FOM (28/12/1937) y de casi todos los locales, además de a un número considerable de militantes (las familias de éstos fueron desahuciadas de sus hogares, de los que salieron sólo con lo puesto), a los que en muchas ocasiones se les arrebató sus medios de sustento (sobre todo a trabajadores agrícolas y pescadores).
Igualmente fue incautada una parte importante de las propiedades de los sindicatos adscritos a la FOM (Casas del Pueblo, cooperativas), pasando a formar parte del Patrimonio del Estado y levantando con ellas la estructura del nuevo sindicato vertical.
Legalmente toda esta represión culminó con la Ley de Responsabilidades Políticas (febrero 1939), ampliada además por la sanción de su retroactividad hasta octubre de 1934 para toda persona u organización considerada “subversiva”. Se instituyó con ello una absoluta arbitrariedad que devino en verdadero atropello.
Instituyó además que las penas económicas no prescribían a los 15 años (como las penales) y que no se extinguían con la muerte del inculpado, continuándose en sus herederos. Las penas podían ser levantadas mediante el pago de una cantidad en metálico, recurso que pocas veces pudieron utilizar los represaliados. A mediados de 1939 la Comisión Provincial decidió, además, incautar los depósitos bancarios de las organizaciones de izquierda.

### Destrucción de la memoria
La represión fue acompañada de una intensa campaña de estigmatización pública de la labor desarrollada por el sindicalismo, y en especial la del FOM, a través de todos los medios de comunicación en manos del régimen, facilitada por un absoluto silencio social incentivado por el miedo. El objetivo fue justificar el exterminio de las organizaciones de izquierda y a sus militantes, destruir de la memoria colectiva cualquier imagen positiva de aquellos y facilitar la reeducación de la sociedad en los valores del nacional-catolicismo.
Para ello se difundieron estereotipos negativos de los sindicatos libres, reconstruyendo y reinterpretando sucesos del pasado para sembrar la duda y eliminar los recuerdos, contraponiendo el “horror marxista” a la bondad falangista.
Las plataformas utilizadas fueron periódicos -nacionales (Nueva España, Redención) y regionales (Alerta)-, emisoras de radio (Radio España de Santander), cine (especialmente reportajes del NO-DO) y publicaciones de todo tipo.
Habiéndose destacado la Federación cántabra por su carácter moderado y posibilista, siempre más dispuesta a la negociación que a la confrontación, hubo de retorcerse seriamente la interpretación de los hechos para encajar el sindicalismo montañés en la teoría de la conspiración obrera internacional. Para ello se estableció que los líderes ugetistas habían ocultado sus perversos fines bajo un disfraz social-demócrata, intentando así mismo desacreditarles ante los antiguos militantes.
La labor de exterminio material y simbólica fue cruelmente efectiva, truncando medio siglo de tradición obrera; y cuando, superada la peor fase de posguerra, los trabajadores cántabros inicien a partir de los años 50 la reconstrucción del sindicalismo regional, habrán de hacerlo prácticamente desde cero.

## Anexo: Bienes incautados a las organizaciones ugetistas en Cantabria
- Anexo: Bienes incautados a las organizaciones ugetistas en Cantabria